# 유재헌
유재헌(劉載獻, 1905년 3월 21일-1950년) 목사는 한국 초대교회 역사에서 유명한 장로인 유흥렬의 아들로 태어나
 평택대학교(구 피어선성경기념학원, The Pierson Memorial Bible School)에서 공부하였고, 학생회장으로 1926년 제 2회 6.10 독립만세운동을 주도적 준비하였고, 일본유학시 항일운동으로 감옥에 투옥된 독립운동가였으며, 갑성회를 창립한 교육 계몽가였으며, 한국 최초의 개신교 수도원인 대한수도원의 설립자였으며, 신한애국청년회를 조직하였고, 6.25전쟁의 순교자이며, 복음성가의 아버지이었다. 찬양사역자 천관웅 목사는 유재헌 목사가 지은 복음성가를 국내 예배사역의 시조시라고 하며 그를 하나님의 위대한 종이라고 언급한다. 찬송가 750곡을 만든 영국의 아이작 왓쯔(Isaac Watts, 1674년–1748년)처럼 유재헌 목사를 한국의 아이작 왓쯔라고 이상규 박사는 말한다. 오직 예수 그리스도의 복음만 전파한 신실한 목회자로서 그는 주기철 목사나 손양원 목사에 비유된다.
그의 자녀로 유종건 목사, 유광웅 박사, 유종웅 목사, 유인애 사모, 그리고 유정심 사모가 있다.

## 같이 보기
- 유광웅
- 평택대학교
- 천관웅
- 한국의 목회자 목록

## 참고 문헌
- 문성모, “아더 피어선의 찬송가 연구”. 「피어선 신학논단」 5, 2016.

- 오소운. “유재헌 목사의 창작 복음성가”. 『한국 찬송가 역사』.

- 유광웅. “예수에 미쳐 순교한 나의 아버지 유재헌 목사”. 『그리워지는 목회자들: 백향목처럼 아름다운 이야기』. 안명준외. 아벨서원, 2020.

- 유재무. 한국 복음성가의 아버지 화단(火壇) 유재헌목사, 「예장뉴스」, 2015.10.15.

- 유재헌. 『예수 없는 천국은 내가 원치 않고 예수 있는 지옥도 나 싫지 않도다: 화단 유재헌 목사』. 유재헌 목사 유족: 2017.

- 이덕주. “피어선기념성경학원 설립과 초기역사(1911-1945년)”. 피어선기념성경연구원「복음과 신학」 제 12권.

- 이상규. “복음성가의 아버지 화단(火壇) 유재헌목사,” 「생명나무」 2008년 12월호.

- 디지털용인문화대전. http://yongin.grandculture.net.

- 안명준, 유재헌 목사의 생애, 한동구 편집, 피어선의 사람들(퍼플: 2021)